# Grand-Place de Saint-Nicolas
Pour les articles homonymes, voir Grand-Place (homonymie).
La Grand-Place (en néerlandais : Grote Markt) est la place principale de la ville belge de Saint-Nicolas, située dans le centre-ville. C'est la plus grande grand-place de Belgique, couvrant une superficie de 3,19 ha.